# Shanhua
Shanhua (kinesiska: 山化, 山化乡) är en socken i Kina. Den ligger i provinsen Henan, i den centrala delen av landet, omkring 72 kilometer väster om provinshuvudstaden Zhengzhou. Antalet invånare är 39 766. Befolkningen består av 20 068 kvinnor och 19 698 män. Barn under 15 år utgör 16,0 %, vuxna 15-64 år 71 %, och äldre över 65 år 11,0 %.
Genomsnittlig årsnederbörd är 666 millimeter. Den regnigaste månaden är juli, med i genomsnitt 134 mm nederbörd, och den torraste är december, med 7 mm nederbörd.